# جان نيكلاس
جان نيكلاس (بالألمانية: Jan Niklas)‏ هو ممثل ألماني، ولد في 15 أكتوبر 1947 بميونخ في ألمانيا.

## أعمال

### أفلام
- (1986) لغز آنا[4]

## وصلات خارجية
- جان نيكلاس على موقع IMDb (الإنجليزية)
- جان نيكلاس على موقع مونزينجر (الألمانية)
- جان نيكلاس على موقع ألو سيني (الفرنسية)
- جان نيكلاس على موقع أول موفي (الإنجليزية)
- جان نيكلاس على موقع قاعدة بيانات الأفلام السويدية (السويدية)
- جان نيكلاس على موقع قاعدة بيانات الفيلم (الإنجليزية)
- جان نيكلاس على موقع كينوبويسك (الروسية)